# Bangka (tjesnac)
Bangka je tjesnac u Javanskom moru, u Indoneziji, koji odvaja otok Sumatru od otoka Bangka. Tjesnac je dug oko 216 km, a širina mu varira od 14 do 48 km.